# Centro de Ensino Superior do Amapá
Centro de Ensino Superior do Amapá ou CEAP é um estabelecimento isolado particular de ensino superior fundado em 1992 com sede na cidade de Macapá, no estado do Amapá. Se destaca também por ser um estabelecimento de pesquisa e de prestação de serviços à comunidade, regido pela Legislação Federal vigente, pelo Estatuto da Associação Amapaense de Ensino e Cultura – AAEC, sua mantenedora, e pelo seu Regimento.
O primeiro endereço da instituição foi na Avenida Nações Unidas (atual Avenida José Tupinambá) no bairro de Jesus de Nazaré, ofertando os Cursos de Direito e de Ciências Contábeis. Atualmente conta com sete cursos de graduação e outros sete de pós-graduação. A biblioteca da instituição é uma das maiores bibliotecas do estado com 278,60 m² e um acervo de 23.000 documentos.

## Localização
- Rodovia Duca Serra, Via 17, nº 350, Alvorada.

## Graduação
CCET - Centro de Ciências Exatas e Tecnologias
- Arquitetura e Urbanismo
- Engenharia Civil

CESA - Centro de Estudos Sociais Aplicados
- Ciências Contábeis
- Administração

ICJ - Instituto de Ciências Jurídicas
- Direito

CCHE - Centro de Ciências Humanas e Educação
- Design

CCBS - Centro de Ciências Biológicas e da Saúde
- Educação Física